# Storby i støbeske
|  | Denne artikel er oprettet af botten Steenthbot ud fra en ekstern database. Den kan derfor have sproglige fejl eller mangler. Denne skabelon kan fjernes efter kontrol af indholdet. |

Storby i støbeske er en dansk dokumentarfilm fra 1963 instrueret af Hagen Hasselbalch efter eget manuskript.

## Handling
Optagelser af hverdagens kaotiske trafik i de københavnske gader understreger behovet for den fremtidsby, som eksperter allerede har planlagt på grundlag af erfaringer fra andre europæiske storbyer, der alle har store trafikproblemer. Med sprælsk fantasi berører filmen mange sider af trafikproblemet og understreger, at borgerne selv må bestemme udviklingens takt.